# Eddie Colquhoun
Eddie Peter Skirving Colquhoun (Prestonpans, 29 marzo 1945 – 16 aprile 2023) è stato un calciatore scozzese, di ruolo difensore.

## Carriera

### Club
In carriera ha mosso i primi passi da professionista nel Bury, in cui ha militato dal 1962 al 1967, anno in cui è passato al West Bromwich Albion.
Dopo un anno lascia il WBA per trasferirsi allo Sheffield United; con lo Sheffield ha militato per gran parte della sua carriera per ben 10 anni dal 1968 al 1978, diventando un idolo dei tifosi che per lui hanno intonato il coro <<We ain't got a barrel of money, But we've got Woodward and Currie, And with Eddie Colquhoun, Promotion is soon, United>>.
Terminata la decennale esperienza allo Sheffield si trasferisce negli Stati Uniti ai Detroit Express, in cui ha giocato per 2 anni prima di accasarsi agli Washington Diplomats, squadra con cui nel 1981 ha concluso la propria carriera professionistica.

### Nazionale
Tra il 1967 e il 1973 ha rappresentato in undici occasioni la nazionale scozzese.

## Statistiche

### Cronologia presenze e reti in nazionale
| Cronologia completa delle presenze e delle reti in nazionale ― Scozia | Cronologia completa delle presenze e delle reti in nazionale ― Scozia | Cronologia completa delle presenze e delle reti in nazionale ― Scozia | Cronologia completa delle presenze e delle reti in nazionale ― Scozia | Cronologia completa delle presenze e delle reti in nazionale ― Scozia | Cronologia completa delle presenze e delle reti in nazionale ― Scozia | Cronologia completa delle presenze e delle reti in nazionale ― Scozia | Cronologia completa delle presenze e delle reti in nazionale ― Scozia |
| Data                                                                  | Città                                                                 | In casa                                                               | Risultato                                                             | Ospiti                                                                | Competizione                                                          | Reti                                                                  | Note                                                                  |
| --------------------------------------------------------------------- | --------------------------------------------------------------------- | --------------------------------------------------------------------- | --------------------------------------------------------------------- | --------------------------------------------------------------------- | --------------------------------------------------------------------- | --------------------------------------------------------------------- | --------------------------------------------------------------------- |
| 16-5-1967                                                             | Ramat Gan                                                             | Israele                                                               | 1 – 2                                                                 | Scozia                                                                | Amichevole                                                            | -                                                                     |                                                                       |
| 28-5-1967                                                             | Sydney                                                                | Australia                                                             | 0 – 1                                                                 | Scozia                                                                | Amichevole                                                            | -                                                                     |                                                                       |
| 13-10-1971                                                            | Aberdeen                                                              | Scozia                                                                | 2 – 1                                                                 | Portogallo                                                            | Qual. Euro 1972                                                       | -                                                                     | 87’                                                                   |
| 1-12-1971                                                             | Amsterdam                                                             | Paesi Bassi                                                           | 2 – 1                                                                 | Scozia                                                                | Amichevole                                                            | -                                                                     |                                                                       |
| 26-4-1972                                                             | Glasgow                                                               | Scozia                                                                | 2 – 0                                                                 | Perù                                                                  | Amichevole                                                            | -                                                                     |                                                                       |
| 29-6-1972                                                             | Belo Horizonte                                                        | Scozia                                                                | 2 – 2                                                                 | Jugoslavia                                                            | Amichevole                                                            | -                                                                     |                                                                       |
| 2-7-1972                                                              | Porto Alegre                                                          | Scozia                                                                | 0 – 0                                                                 | Cecoslovacchia                                                        | Amichevole                                                            | -                                                                     |                                                                       |
| 5-7-1972                                                              | Rio de Janeiro                                                        | Brasile                                                               | 1 – 0                                                                 | Scozia                                                                | Amichevole                                                            | -                                                                     |                                                                       |
| 18-10-1972                                                            | Copenaghen                                                            | Danimarca                                                             | 1 – 4                                                                 | Scozia                                                                | Qual. Mondiali 1974                                                   | -                                                                     |                                                                       |
| 15-11-1972                                                            | Glasgow                                                               | Scozia                                                                | 2 – 0                                                                 | Danimarca                                                             | Qual. Mondiali 1974                                                   | -                                                                     |                                                                       |
| 14-2-1973                                                             | Glasgow                                                               | Scozia                                                                | 0 – 5                                                                 | Inghilterra                                                           | Amichevole                                                            | -                                                                     |                                                                       |
| Totale                                                                |                                                                       | Presenze                                                              | 11                                                                    |                                                                       | Reti                                                                  | 0                                                                     |                                                                       |

## Palmarès

### Club

#### Competizioni nazionali
- Coppa d'Inghilterra: 1

West Bromwich: 1967-1968